# جون مور (متسابق بياثل)
جون مور (بالإنجليزية: John Moore)‏ هو متسابق بياثل بريطاني، ولد في 18 مايو 1933 في ألدرشوت في المملكة المتحدة.

## وصلات خارجية
- جون مور على موقع أوليمبيديا (الإنجليزية)
- جون مور على موقع اللجنة الأولمبية البريطانية (الإنجليزية)